# Ivar Aasen
Ivar Andreas Aasen (wym. [ˈiːvɑr ˈɔːsn̩], ur. 5 sierpnia 1813 w Ørsta, zm. 23 września 1896 w Oslo) – norweski nauczyciel, poeta, językoznawca i dialektolog, stworzył język neonorweski – nynorsk.

## Życiorys
Ivar Andreas Aasen urodził się 5 sierpnia 1813 roku w Ørsta. Pochodził z rodziny chłopskiej, w wieku trzech lat stracił matkę a w wieku 13 lat ojca. Do szkoły poszedł dopiero w wieku lat 18. W latach 1833–1835 mieszkał u pastora H. C. Thoresena w Herøy, który dawał mu lekcje z łaciny, historii, geografii, retoryki i poezji. W 1835 roku został prywatnym nauczycielem w Skodje, gdzie spędził siedem lat. Tam też rozpoczął pracę nad językiem norweskim. Studiował również gramatykę języka niemieckiego, angielskiego i francuskiego. W tym samym czasie poświęcał się również botanice.
W 1836 roku opublikował swój program polityki językowej. W Norwegii toczyła się wówczas debata na temat języka narodowego. Aasen był przeciwnikiem stosowania w Norwegii języka duńskiego. Widział potrzebę odrębnego pisanego języka narodowego na bazie lokalnych dialektów. Badał język staronorweski a następnie przeprowadził badania współczesnych mu dialektów, które uznawał za najbliższe językowi staronorweskiemu. Wyniki badań opublikował w 1848 roku w gramatyce dialektów norweskich Det norske folkesprogs grammatik i w 1850 roku w słowniku dialektów norweskich Ordbog over det norske Folkesprog. W 1848 roku Aasen zdobył stypendium, które pozwoliło mu poświęcić się wyłącznie pracy lingwistycznej. W 1854 roku wydał drukiem program narodowego języka norweskiego Grundtanker til en Afhandling for en norsk Sprogform.
Na podstawie badanych przez siebie gwar chłopskich na terenie niemal całej Norwegii, Aasen stworzył jeden z pisanych standardów języka norweskiego – landsmål, który od 1929 roku nazywany jest nynorsk. W 1864 roku opublikował jego gramatykę – Norsk Grammatikk a w 1873 roku słownik – Norsk Ordbog. Aasen pisał w stworzonym przez siebie języku: pieśni narodowe, nowele, poematy (Symra 1863) i dramaty (Ervingen, 4 wyd. 1887). Język Aasena szybko zdobył popularność i uzyskał status języka oficjalnego na równi z duńsko-norweskim.
Aasen zmarł 23 września 1896 roku w Oslo.

## Publikacje
Lista publikacji podana za Norsk biografisk leksikon:
- Om vort Skriftsprog, 1836
- Reise-Erindringer og Reise-Indberetninger 1842–47
- Det norske Folkesprogs Grammatikk, 1848
- Fem Viser i søndre Søndmørs Almuesprog, 1843
- Ordbog over det norske Folkesprog, 1850
- Prøver af Landsmaalet i Norge, 1853
- Grundtanker til en Afhandling for en norsk Sprogform, 1854
- Ervingen, syngespel, 1855
- Norske Ordsprog, 1856
- Symra, diktsamling, 1863
- Norsk Grammatikk, 1864
- Norsk Ordbog, 1873
- Norske Minnestykke, 1921–23
- Norsk Maalbunad, 1876
- Norsk Navnebog, 1878
- Brev og dagbøker, 1957–60